# Mads Jørgensen (fodboldspiller, født 1979)
 For alternative betydninger, se Mads Jørgensen. (Se også artikler, som begynder med Mads Jørgensen)
Mads Jørgensen (født 10. februar 1979) er en dansk tidligere professionel fodboldspiller, og bror til Martin Jørgensen.

## Karriere
Mads Jørgensen er en offensiv driblertype der både kan spille centralt og på kanten. Han begyndte hos AGF hvor han som ungt talent fik sin første kontrakt i 1997.
Han skiftede for første gang til Brøndby IF i 2001, hvor han sørgede for, at barndomsklubben fik en klækkelig overgangssum, selvom han skiftede på en fri transfer. Mads Jørgensen blev i denne periode set som et af dansk fodbolds største talenter og de fleste mente, at Mads besad et større talent end broderen Martin Jørgensen, som på daværende tidspunkt var professionel i Italien. Da Mads Jørgensen ville gøre sin bror kunsten efter gik det dog galt, og hans udlandseventyr i Ancona var en stor fiasko, hvor han ikke fik et eneste minut på banen. Herefter skiftede han til Stabæk i Norge, hvor han dog heller ikke fik den ventede succes. Efter dette opholdvente han tilbage til dansk fodbold og Brøndby IF.
Mads Jørgensen har i løbet af karrieren tit fået ødelagt karrieren af skader, hvilket har betydet at han ikke har kunnet udnytte sit potientale til fulde. Efter sin hjemkomst fra udlandet i vinteren 2005 viste han sig dog som en vigtig brik i hjemførelsen af "The Double" for Brøndby i sæsonen 2004-05.
Han indgik dog ikke i trænerens planer efter en række skader, og en større udrensning på et Brøndbyhold i krise, der i 2008 banede vejen for et skifte tilbage til barndomsklubben AGF på en lejekontrakt. Dette lejeophold varede 5 måneder, hvorefter han ville være transferfri. I AGF fik Mads Jørgensen igen problemer med det knæ, der har drillet ham hele karrieren. Derfor meddelte han, at han indstillede sin aktive karriere efter sæsonen 2007/2008. Dermed kom Mads Jørgensen til at slutte karrieren der, hvor hele karrieren startede. Han trak sig tilbage fra fodboldspillet i sommeren 2008 efter en lang række skader.

## International karriere
I 2001 spillede han sin eneste A-landskamp for Danmark, og blev noteret for en assist i 6-0 sejren over Island. Han var på banen samtidig med sin bror Martin Jørgensen, og de blev dermed det første brødrepar på landsholdet siden Michael og Brian Laudrup indstillede landsholdskarrieren i 1998